# 바나나집박쥐
바나나집박쥐(Afronycteris nanus)는 애기박쥐과에 속하는 박쥐의 일종이다. 아프리카 대부분의 지역에서 발견된다. 이전에는 집박쥐속에 속하는 Pipistrellus nanus로 알려졌지만, 윤전학 분석 결과 아프리카문둥이박쥐속에 포함되는 다른 종들의 근연종임이 밝혀졌다.